# Google Maan
Google Maan (Engels: Google Moon) is een gratis dienst van Google waarmee een deel van de maan te bekijken is. Het werd gelanceerd op 20 juli 2005, exact 36 jaar na de eerste landing op de maan. Google Maan is vergelijkbaar met Google Maps qua bediening en uiterlijk: het maakt deel uit van Google Maps. Er is ook vermeld waar alle maanlandingen van Project Apollo zijn geweest. Op dit moment is Google Maan enkel in het Engels te gebruiken. Google Mars is een soortgelijk project.